# RKO 281 - La vera storia di Quarto potere
RKO 281 - La vera storia di Quarto potere (RKO 281) è un film per la televisione del 1999 diretto da Benjamin Ross.

## Trama
All'inizio degli anni quaranta a Hollywood, i giovani Orson Welles e John Houseman propongono agli studi della RKO Pictures l'idea di portare sul grande schermo un film ispirato alla vita e alla carriera di William Randolph Hearst, potente magnate della stampa. Welles sarà il regista, tra difficoltà economiche, la sperimentazione di nuove tecniche e il boicottaggio da parte dello stesso impero editoriale Hearst.
Il vecchio magnate ingaggia una lotta senza esclusione di colpi verso l'esordiente, dopo aver appreso che viene citato persino il suo modo di chiamare le parti intime della sua amante Marion Davies (Rosebud o Rosabella in italiano ). I contrasti e le minacce non fermeranno la produzione del film Quarto potere (Citizen Kane), che vedrà la luce nel maggio del 1941, grazie anche alla bancarotta dell'editore che non potrà lottare oltre.